# Qt Development Frameworks
Qt Development Frameworks (dříve Qt Software, před odkoupením společností Nokia Trolltech, ještě dříve Quasar Technologies), je norská softwarová společnost se sídlem v Oslu. Hlavním produktem této společnosti je multiplatformní GUI toolkit Qt, který je napsán v C++. Na tomto toolkitu je založeno populární svobodné desktopové prostředí KDE. Společnost zaměstnává několik vývojářů KDE.
Trolltech založili Eirik Chambe-Eng a Haavard Nord v roce 1994. V roce 2001 společnost uvedla aplikační platformu pro zařízení založená na Linuxu Qtopia, která je určena například pro mobilní telefony. V roce 2004 byla uvolněna Qtopia Phone Edition, na které jsou založeny smartphony Greenphone.
Trolltech vstoupil v červenci 2006 na burzovní trh na Oslo Stock Exchange.
28. ledna 2008 koupila Trolltech finská společnost Nokia přibližně za 104 milionů eur. 29. září 2008 přejmenovala Nokia společnost Trolltech na Qt Software.